# راشل لفو
راشل لفو (انگلیسی: Rachelle Lefevre؛ زادهٔ ۱ فوریهٔ ۱۹۷۹) یک هنرپیشه و بازیگر سینما اهل کانادا است. وی از سال ۱۹۹۹ میلادی تا کنون مشغول فعالیت بوده‌است.
از فیلم‌ها یا برنامه‌های تلویزیونی که وی در آن نقش داشته است می‌توان به قطعات فراری ، گرگ و میش: سپیده‌دم - قسمت دوم، گرگ و میش: ماه نو، گرگ و میش، نسخه بارنی، سقوط کاخ سفید، زیر گنبد، خیریه انسان رنجور، خط مقدم خانه و لبه زمستان اشاره کرد.